# Chawang
Chawang (em tailandês: อำเภอฉวาง) é um distrito da província de Nakhon Si Thammarat, no sul da Tailândia. É um dos 23 distritos que compõem a província. Sua população, de acordo com dados de 2012, era de 67 021 habitantes, e sua área territorial é de 582,2 km².
O distrito foi criado em 15 de julho de 1996.